# ماندرا (استان خاسکوو)
ماندرا (به بلغاری: Mandra) یک منطقهٔ مسکونی در بلغارستان است که در شهرستان هاسکوفو واقع شده‌است.